# Philip Schulz
Philip Schulz (Kaiserslautern, 3 d'octubre de 1979) va ser un ciclista alemany, professional del 2006 al 2012. El 2008 va ser sancionat amb dos anys per donar positiu en un control.